# Itzhak Ben-Zvi
Itzhak Ben-Zvi (ebraico יצחק בן צבי, nato Shemshelevitz) (Poltava, 24 novembre 1884 – Gerusalemme, 23 aprile 1963) è stato un politico ucraino naturalizzato israeliano, secondo Presidente della Repubblica dello Stato d'Israele dall'8 dicembre 1952 al 23 aprile 1963.
Svolse un ruolo decisivo nel campo del lavoro, della difesa e delle sicurezza del paese. Fu uno dei fondatori del movimento Poale Zion nel cui giornale scrisse numerosi articoli. Fu anche ricercatore e studioso della Dodici tribù di Israele e della comunità dei Samaritani.

## Biografia
In Russia creò assieme ad altri un gruppo di autodifesa, come reazione ai pogrom antisemitici del 1905, e fondò quindi anche il movimento Poale Zion e, in collaborazione con altri pionieri, le organizzazioni Bar-Guiora e Hashomer Hatzair (Corporazione dei guardiani).
Dopo aver studiato nel Galatasaray Lisesi (Liceo di Galatasaray) di Istanbul dal 1912 al 1914 Ben-Zvi studiò Giurisprudenza nell'Università di Istanbul ed ebbe compagno di corsi il futuro Primo ministro israeliano David Ben-Gurion. Insieme si recarono in Palestina nell'agosto del 1914, ma ne furono espulsi (come altri leader dell'Yishuv) dalle autorità ottomane nel 1915. Emigrò allora negli Stati Uniti, dove fu tra i fondatori della Legione Ebraica, composta da volontari impegnati dalla parte del Regno Unito contro i Turchi e i loro alleati. Nel 1918, Ben-Zvi ritornò in Palestina in seno alla Brigata e diventò membro attivo di diverse istituzioni dell'Yishuv.
Dopo la morte di Chaim Weizmann, primo Presidente dello Stato d'Israele, Yitzhak Ben-Zvi fu eletto, nel 1952, al suo posto e fu confermato nella carica nel 1957 e nel 1962; nel maggio di quell'anno si rifiutò di concedere la grazia al gerarca nazista Adolf Eichmann, che era stato condannato a morte. In suo onore è stato creato l'istituto Yad Ben-Zvi, specializzato nella ricerca sulla Terra d'Israele e sulle comunità ebraiche.